# Rafle de la place Eleftherías en 1942
La rafle de la place Eleftherías en 1942, parfois surnommée le Shabbat noir (grec moderne : Μαύρο Σάββατο),, est la rafle menée contre 9 000 hommes juifs de Salonique sur la place Eleftherías, le 11 juillet 1942.

## Histoire

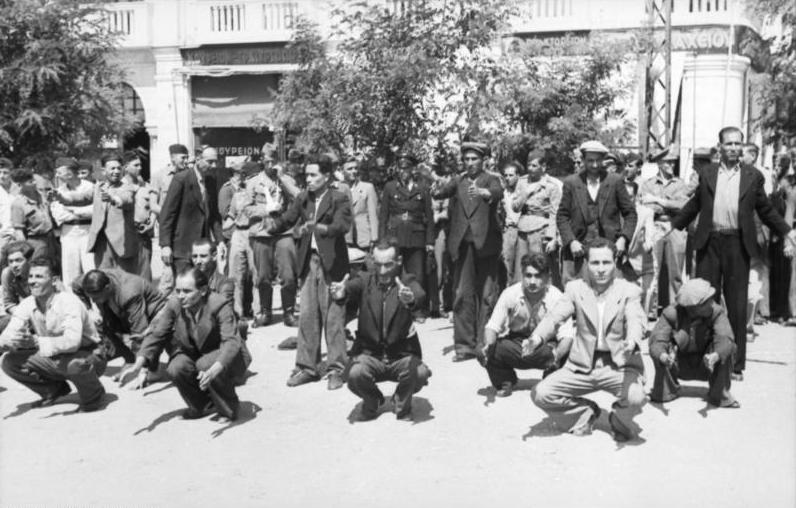
Victimes juives grecques contraintes de pratiquer la callisthénie.

Cette rafle, organisée par les autorités d'occupation allemandes en conjonction avec l'État grec collaborationniste, est la première opération antisémite de grande envergure menée à Salonique après la défaite de la Grèce.
Le 7 juillet, le Generalleutnant Kurt von Krenzki, commandant allemand de Salonique, annonce la réquisition de tous les hommes juifs âgés de 18 à 45 ans. Le Reichssicherheitshauptamt déclare que cette décision est prise en accord avec Vasilis Simonides, gouverneur de Macédoine. Le même jour, ce dernier publie sa propre version du décret et précise que les Juifs forment une catégorie raciale (ce qui rappelle les lois de Nuremberg de 1935). La rafle est organisée par le Gouvernement général de Macédoine ainsi que des policiers grecs, des officiers militaires grecs sans affectation et des médecins. Les victimes cherchant à se soustraire à la rafle s'exposent à l'emprisonnement au camp de concentration de Pavlos Melas.
Pendant la rafle, qui commence à huit heures du matin et dure jusqu'à 14 heures, les victimes sont contraintes d'enfreindre les codes du jour saint dans leur religion car elles doivent pratiquer des exercices de callisthénie et se rouler au sol ; de nombreux hommes sont brutalisés,. Ceux qui s'effondrent sous les coups subissent les attaques de chiens de garde ou ils sont arrosés d'eau et frappés jusqu'à ce qu'ils se remettent debout. Quiconque cherche à s'abriter du soleil est également battu. Plusieurs hommes finissent blessés, quelques-uns meurent. Des membres de l'armée et la marine allemandes ainsi que des Schutzstaffel ont agressé des Juifs pendant la rafle. Des actrices allemandes applaudissent et photographient l'opération depuis des balcons surplombant la place. Les passants grecs se montrent indifférents ou amusés, .
Après l'opération, René Burkhardt, qui représente le Comité international de la Croix-Rouge dans la ville, détourne l'attention de la Gestapo en réclamant la liste des blessés. Le lundi suivant, l'enregistrement des victimes est achevé. Le journal collaborationniste Néa Evrópi publie des photographies des souffrances subies par les Juifs et écrit : « les spectateurs non-Juifs, réunis dans la rue adjacente... n'ont qu'un seul souhait : que des scènes semblables se répètent aussi longtemps que possible »,.
Les semaines suivantes, des milliers de Juifs thessaloniciens sont arrêtés à des fins de travaux forcés,. Quelques cadres sont exemptés du travail forcé. Certains vétérans juifs de la guerre italo-grecque ont réussi à y échapper car leur poste était protégé pendant un an après leur sortie de l'armée.
Cette rafle est considérée comme l'évènement initial dans la destruction de la communauté juive de Salonique. Un survivant, Itzhak Nehama, a raconté cette rafle lors du procès d'Adolf Eichmann en 1961 à Jérusalem.
La Menorah en flammes, installée place Eleftherías depuis 2006, commémore la rafle et plus largement le génocide des Juifs de Salonique.